# Udea pachygramma
Udea pachygramma là một loài bướm đêm thuộc họ Crambidae. Nó là loài đặc hữu của Oahu và Hawaii.